# Phytomyza sorosi
Phytomyza sorosi är en tvåvingeart som beskrevs av Zlobin 1994. Phytomyza sorosi ingår i släktet Phytomyza och familjen minerarflugor. Inga underarter finns listade i Catalogue of Life.